# HD 13594
HD 13594 — жёлто-белая звезда главной последовательности, находящаяся в созвездии Андромеда на расстоянии приблизительно 129,12 св. лет от Земли. Является двойной или кратной звездой. По состоянию на 2007 год, радиус звезды оценивается в 1,68 солнечного радиуса. Исходя из отрицательной радиальной скорости, звезда приближается к Солнцу. Планет у HD 13594 обнаружено не было. Звезда видима невооружённым глазом на ночном небе.